# Cambridge Quarterly of Healthcare Ethics
Cambridge Quarterly of Healthcare Ethics es una revista académica trimestral revisada por pares en el campo de la bioética . Se estableció en 1992 con el objetivo de explorar “las muchas implicaciones tanto de los problemas más amplios en el cuidado de la salud y la sociedad como de las preocupaciones organizacionales que surgen en las instituciones en las que se encuentran los comités de ética”. Su enfoque principal, como lo indica su título, es la ética de la salud, entendida como distinta de la ética clínica, la ética médica y la ética académica en la medida en que es inductiva, interdisciplinaria y preocupada por “el carácter y las tradiciones de las instituciones en cuestión”. Uno de sus principales objetivos ha sido integrar “muchas disciplinas que se aplican al trabajo de los comités de ética de la atención médica. Hay secciones dedicadas a la medicina, el derecho, la filosofía, la economía, la investigación, la teología, la educación, las ciencias sociales y del comportamiento, y más, con un enfoque en las aplicaciones prácticas en entornos de comités".

## Métricas de revista
2022
- Web of Science Group : No disponible
- Índice h de Google Scholar: 38
- Scopus: 0,836